# Степноозерское сельское поселение
Степноозерское се́льское поселе́ние — муниципальное образование в Нурлатском районе Татарстана Российской Федерации.
Административный центр — село Степное Озеро.

## История
Статус и границы сельского поселения установлены Законом Республики Татарстан от 31 января 2005 года № 32-ЗРТ «Об установлении границ территорий и статусе муниципального образования "Нурлатский муниципальный район" и муниципальных образований в его составе».

## Население
| 2010 | 2011  | 2012 | 2013 | 2014 | 2015 | 2016 |
| ---- | ----- | ---- | ---- | ---- | ---- | ---- |
| 1024 | ↘1019 | ↘978 | ↘954 | ↘921 | ↘911 | ↘893 |
| 2017 | 2018  |      |      |      |      |      |
| ↘868 | ↘863  |      |      |      |      |      |

## Состав сельского поселения
| № | Населённый пункт | Тип населённого пункта       | Население |
| - | ---------------- | ---------------------------- | --------- |
| 1 | Берёзовка        | посёлок                      |           |
| 2 | Илюткино         | деревня                      |           |
| 3 | Степное Озеро    | село, административный центр |           |